# スリランカ陸軍士官学校
スリランカ陸軍士官学校（スリランカりくぐんしかんがっこう、シンハラ語: ශ්‍රී ලංකා යුද්ධ හමුදා විද්‍යාපීඨය、英語: Sri Lanka Military Academy、通称:SLMA）とは、スリランカ民主社会主義共和国ウバ州ディヤタラワに位置するスリランカ陸軍の士官学校。スリランカ陸軍の士官候補生はジェネラル・サー・ジョン・コタラーワラ防衛大学からの士官候補生を含めすべてこの士官学校での訓練を受けている。SLMAは大学ではないもののジョン・コテラワラ将軍防衛大学との連携によって、正規の長期訓練を受ける士官候補生には軍事学における学位が授与される。
300人以上の士官候補生を育成する能力を持っている。

## 歴史
1949年にセイロン陸軍（現スリランカ陸軍）が発足したとき、将校や兵士を集め、訓練を行う必要性が生じた。そこで、新兵を訓練する目的で、1950年2月6日にディヤタラワに陸軍新兵訓練所（ARTD）が設立された。1950年6月2日、114人の新兵がARTDを卒業した。ARTDは後に陸軍訓練センター（ATC）に改名された。当時、将校を訓練する施設は存在しなかったため、将校候補生はイギリスのサンドハースト王立陸軍士官学校に送られていた。1949年10月10日、10人の士官候補生の第一期生が陸軍に入隊し、サンドハースト王立陸軍士官学校へ行った。
その後、士官候補生はインド陸軍士官学校、インド国防士官学校で訓練を受け、1960年代にはパキスタン陸軍士官学校にも送られた。そして1968年に海外で将校を訓練するコストを抑えるために、セイロン陸軍は陸軍訓練センター内に将校士官学校を設立し、将校訓練を開始した。ちなみにディヤタラワ陸軍訓練センターで訓練されることが決まっていた士官候補生の最初の入隊者は、1968年4月16日に入隊している。それ以来、士官候補生は地元で訓練され、任官するようになった。その後より規模を拡大し、大量の新兵を訓練する必要性が高まったため、新兵の訓練は各連隊に割り当てられた。1988年、さらなる陸軍の拡大と若い将校の必要性から、ATCは士官候補生だけを訓練する責任を負うようになった。これにより、陸軍訓練センターは1981年1月15日からスリランカ陸軍士官学校として生まれ変わり、それ以来、士官候補生の訓練に完全特化型として使用されるようになった。1999年、士官候補生の訓練は、スリランカのサバラガムワ大学から授与される軍事学の学士号の基準まで引き上げられたが、2011年にその基準はジョン・コテラワラ将軍防衛大学に移行された。
SLMAは、1981年に将校研究センター（OSC）を設立し、ジュニア・コマンド・コース（JCC）とジュニア・スタッフ・コース（JSC）を実施し、大尉・中尉・少佐の任官を対象に指揮・スタッフの基本技術を学ぶ学術プログラムを始めた。2012年、OSCのこれらのプログラムは、新たに設立された将校キャリア開発センターに移管された。

## 組織体制
SLMAの全体的な指揮を執るのは、通常、少将階級の士官で、学校の司令官である。
SLMAでは、毎年数回の入学式が行われる。新入生はそれぞれ約150名で、各自が中隊に所属する。コースは3学期制で、それぞれ14週間、各コースで士官候補生は4つの部隊のいずれかに所属する。SLMAには、少佐が指揮するスリランカの歴史上有名な戦いにちなんで名付けられた部隊が設置されている。
SLMAの組織構成は以下の通り：
- SLMA本部
  - 士官候補生部門
    - ヴィジタプラ部隊
    - ガンノルワ部隊
    - ランデニウェラ部隊
    - バラナ部隊

  - 軍事訓練部門
  - 学術部門
  - 管理部門

### 階級
- 大隊アンダーオフィサー[注 1]
- 中隊アンダーオフィサー
- 小隊アンダーオフィサー
- 大隊曹長
- 大隊需品係将校
- 中隊曹長
- 中隊需品係将校
- 軍曹
- 伍長
- 伍長代理
- 候補生

## 色
1972年にATCに贈られた大統領カラーとATCカラーは、スリランカ陸軍士官学校への名称変更に伴い、その役目を終えた。1997年6月21日、ディヤタラワでスリランカ民主社会主義共和国大統領チャンドリカ・バンダラナイケ・クマーラトゥンガから、SLMAカラーと改名され、贈呈された。

## 伝統の継承
訓練終了後、SLMAは陸軍司令官、陸軍上級将校、外交機関の国防担当官、両親が出席する卒業式を開催する。卒業する士官候補生で構成される合格パレードで始まり、士官候補生は大統領からの委嘱状、名誉の剣、トロフィーを受け取り、功績のあった士官候補生から順番に授与される。続いてセレモニーが行われ、新任の将校や婦人将校の父兄が制服や肩章にそれぞれの記章を付ける。式は、委嘱式のディナーで終了する。

### 採用コース
士官候補生は、毎年数回に分けて採用されます。これらは以下のカテゴリーに分類されます：
- 正規長期コース（士官候補生入学プログラム）- 2年9カ月（ジョン・コテラワラ将軍防衛大学の軍事学学士に認定される。）
- 短期士官候補生コース - 1年
- ボランティア士官候補生 - 1年（スリランカ陸軍ボランティアフォースの見習士官 ）
- ジョン・コテラワラ将軍防衛大学将校候補生（最終学年）
- 直接入隊コース - 3カ月（医師、IT専門家、土木技師、会計士などの専門職のための正規軍への直接入隊の流れ）

入隊コースは2年半で、この間、士官候補生はリーダーシップ、戦術、武器訓練、軍事法、軍事会計システム、一般科学、経営学、一般教養などの学問を学ぶ。士官候補生の英語知識を高めるため、最初の6ヶ月間は英語の集中講義が行われる。研究課題の完了は、軍事的および学術的要素以外の学位の一部充足となる。受講生は1名から始まり、現在69名までが訓練を受けている。

## 司令官
ATCの司令官
陸軍訓練所の司令官を務めたのは、以下の人々である：
- デニス・ペレラ中佐 (1969年～1972年)
- ジャヤンタ・ドゥ・S・ジャヤラトネ大佐（1981年～1983年）
- C.H.フェルナンド大佐（1985年～1986年）
- デビンダ・カルパハナ大佐（1989～1991年）

SLMAの司令官
以下の将校が大学の司令官を務めた：
- S.M.アソカ・ジャヤワルダナ大佐 初代司令官 1981年1月15日～1981年12月15日。
- ニランジャン・ラナシンヘ准尉 ( 2000年-2002年 )
- ジャガス・ジャヤスリヤ准尉（2002年～2004年）
- パーシー・フェルナンド准尉（1998年-2000年）
- メンダカ・サマラシンヘ准将（2004～2006年）
- ジャナカ・ワルガマ准尉（2006年～2008年）
- クムドゥ・ペレラ准将（2008年～2009年）
- ルワン・クラトゥンガ准将（2009年～2012年）
- インドゥニル・ラナシンヘ准将（2012年～2014年）
- ドゥシャーンタ・ラジャグル少将（2014年～2016年）；機関を指揮する最初の将軍[8]。
- HHASPK・セナラートナ佐官級准将（2017年～2019年）
- S・K・エシュワラン佐官級准将（2019年-2020年）
- AKGKU・グナラットネ少将（2020年～2021年）

## 著名な卒業生

### パラマ・ウィーラ・ヴィブーシャナヤ（PWV）受賞者
スリランカ陸軍士官位学校の卒業生で、武勲の最高位勲章であるパラマ・ウィーラ・ヴィブーシャナヤを授与したのは以下の人々 
- サリヤ・ウプル・アラデニヤ大尉 † - スリランカ・シンハ連隊
- A.F.ラフィール大佐 † - 特殊部隊連隊
- G. S. ジャヤナート少佐 † - コマンド連隊
- K. A. ガメージ少佐 † - 第1特殊部隊連隊
- K. W. T. ニッサンカ少尉 † - ガジャバ連隊
- U. G. A. S. サマラナイケ中尉 † - 第9ジェムヌウォッチ
- H. G. M. H. I. メガワルナ大尉  † - 第9ジェムヌウォッチ
- G. N. プンシリ大尉 † - ガジャバ連隊
- W. T. ジャヤティラケ中尉 † - ジェムヌウォッチ
- W.M.I.S.B ワリスンダラ少佐 †[6]

## フォックスヒル・スーパークロス
フォックスヒル・スーパークロスは、スリランカ陸軍士官学校が主催するフォックスヒルのディヤタラワ・スーパークロスサーキットで毎年開催されているクロスカントリー選手権である。国内でも有数のモーターレースイベントである。